# Tommy Pistol
Tommy Pistol (Queens, 2 luglio 1976) è un attore pornografico e regista statunitense.

## Biografia e carriera
Tommy Pistol ha iniziato la sua carriera a New York come attore teatrale nel gruppo comico Cheese Theatre nel quale ha lavorato per oltre un decennio. Nel 2003, dopo aver incontrato Joanna Angel, fondatrice della compagnia Burning Angel, è entrato nell'industria pornografica girando con la stessa la sua prima scena.
Vincitore di oltre 35 premi, di cui ben 20 AVN Awards, nel 2022 è stato inserito nella Hall of Fame del settore.

## Riconoscimenti
AVN Awards
- 2006 - Most Outrageous Sex Scene Re-Penetrator con Joanna Angel[4]
- 2007 - Best Male Newcomer[5]
- 2014 - Best Actor[6]
- 2016 – Best Actor per Stryker[7]
- 2016 – Most Outrageous Sex Scene per Analmals con Lea Lexis[8]
- 2017 – Best Three-Way Sex Scene - B/B/G per Suicide Squad XXX: An Axel Braun Parody con Kleio Valentien e Charles Dera[9]
- 2018 – Best Actor per Ingenue[10]
- 2019 - Best Actor Featurette per The Weight of Infedelity[11]
- 2019 – Most Outrageous Sex Scene per Puppet Inside Me con Charlotte Sartre e Margot Downonme[12]
- 2020 - Best Actor Featurette per Future Darkly: The Aurora Doll[13]
- 2020 – Best Supporting Actor per The Gang Makes a Porno: A DP XXX Parody[14]
- 2021 - Best Actor Featurette per Another Life[15]
- 2021 - Best Actor Featurette per Second Chance[16]
- 2022 - Best Leading Actor per Under the Veil[17]
- 2022 – Best Supporting Actor per Casey: A True Story[18]
- 2022 - Male Performer of the Year[19]
- 2022 – Hall of Fame[20]
- 2023 - Best Actor - Featurette per The Bargain[21]
- 2023 – Best Supporting Actor per Grinders[22]
- 2023 - Most Outrageous Sex Scene per The Bargain” (or “Putting the P in Krampus”) con Ashley Lane[23]
- 2024 – Best Actor per We Are Alone Now[24]
- 2024 - Best Leading Actor per Feed Me[25]
- 2024 - Best Oral Sex Scene per Machine Gunner - Episode 3 con Kira Noir[26]
- 2024 - Most Outrageous Sex Scene per Raining Blood con Ana Foxxx[27]
- 2025 - Best Non - Sex Performance per Amuse Buche[28]

XBIZ Awards
- 2012 - Acting Performance Of The Year - Male per Taxi Driver[29]
- 2014 - Best Supporting Actor per The Tempation of Eve[30]
- 2015 - Best Actor - Parody Release per Not Jersey Boys XXX: A Porn Musical[31]
- 2015 - Best Scene - Parody Release per American Hustle XXX con Aaliyah Love[32]
- 2016 - Best Actor -Couples - Themed Release per Wilde Inside[33]
- 2017 - Best Actor - Parody Release per Suicide Squad XXX: An Axel Braun Parody[34]
- 2018 - Best Actor -Couples - Themed Release per Ingenue[35]
- 2019 - Best Actor - Feature Movie per Anne: A Taboo Parody[36]
- 2019 - Best Actor -Couples - Themed Release per The Weight of Infedelity[37]
- 2020 - Best Actor - Comedy Movie per Love Emergency[38]
- 2020 - Best Actor - Taboo - Themed Release per Future Darkly: The Aura Doll[39]
- 2023 - Best Acting - Supporting per Deranged[40]
- 2025 - Best Acting - Supporting per Project X[41]

XRCO Award
- 2017 - Best Actor per Suicide Squad XXX: An Axel Braun Parody[42]
- 2018 - Best Actor per Ingenue[43]
- 2019 - Best Actor per Anne: A Taboo Parody[44]
- 2022 - Best Actor per Casey: A True Story[45]
- 2023 - Hall of Fame[46]
- 2024 - Best Actor per Feed Me[47]

NightMoves Award
- 2019 - Best Actor[48]
- 2021 - Best Actor[49]